# なでしこスーパーカップ
なでしこスーパーカップは、かつて存在した日本の女子サッカーの大会。
日本女子サッカーリーグと全日本女子サッカー選手権大会の前年度優勝チームが対戦し、2005年から2007年まで開催され、女子サッカーのシーズンの開幕を告げる大会（スーパーカップ）として位置付けられていた。

## 概要
サッカーにはリーグ戦とカップ戦の優勝チームが対戦するスーパーカップと呼ばれる大会が各国にあり、日本でも男子サッカーで富士ゼロックス・スーパーカップが開催されているが、2004年に日本女子代表がアテネ五輪に出場し女子サッカーが盛り上がりを見せたのを機に、開催されることになった。
2006年からは日本女子サッカーリーグ（なでしこリーグ）とともにモックが3年契約の予定で協賛したが、2008年大会の直前に撤退が発表され、中止となった。

## 結果
| 回 | 開催日         | 日本女子サッカーリーグ優勝 | 結果             | 全日本女子サッカー選手権優勝 |
| -- | -------------- | -------------------------- | ---------------- | ---------------------------- |
| 1  | 2005年4月8日   | 浦和レッズレディース       | 2 - 2 (PK 3 - 5) | 日テレ・ベレーザ             |
| 2  | 2006年5月14日  | TASAKIペルーレFC1          | 1 - 0            | 日テレ・ベレーザ             |
| 3  | 2007年4月22日  | 日テレ・ベレーザ           | 2 - 0            | TASAKIペルーレFC             |
| 4  | (2008年4月6日) | （TASAKIペルーレFC1）      | 中止             | （日テレ・ベレーザ）         |

^1 2006年大会、2008年大会は前年のリーグ戦、全日本選手権とも日テレが優勝のため、ともに2位のTASAKIに出場権

## 統計

### チーム別成績
| チーム名             | 優 | 準 | 優勝年度  | 準優勝年度 |
| -------------------- | -- | -- | --------- | ---------- |
| 日テレ・ベレーザ     | 2  | 1  | 2005,2007 | 2006       |
| TASAKIペルーレFC     | 1  | 1  | 2006      | 2007       |
| 浦和レッズレディース | 0  | 1  |           | 2005       |

### 出場権別成績
| 出場権                             | 優 | 準 |
| ---------------------------------- | -- | -- |
| 日本女子サッカーリーグ優勝チーム   | 2  | 1  |
| 全日本女子サッカー選手権優勝チーム | 1  | 2  |

## 各大会の詳細

### なでしこスーパーカップ2005
- 主催：財団法人日本サッカー協会 日本女子サッカーリーグ
- 主管：日本女子サッカーリーグ 埼玉県サッカー協会
- 協賛：アディダスジャパン キリンビバレッジ 第一製薬 東芝 日清食品 日本テレビ放送網 ファミリーマート ミカサ
- 後援：読売新聞社
- 競技方法
  - 試合は90分（前後半各45分）で行う
  - 90分で勝敗が決しない場合は延長戦を行わずにPK戦を行う

#### 結果
| 2005年4月3日 12:30 |

| 浦和レッズレディース                       | 2 - 2 | 日テレ・ベレーザ                                        |
| 安藤梢 34分 · 高橋彩子 65分                |       | 大野忍 67分, 71分                                       |
|                                            | PK戦  |                                                         |
| （後攻） 岩倉三恵 北本綾子 安藤梢 高橋彩子 | 3 - 5 | （先攻） 伊藤香菜子 大野忍 酒井與恵 豊田奈夕葉 四方菜穂 |

| 駒場スタジアム 観客数: 2,948人 |

浦和レッズレディース
- 監督：坂庭泉
- GK：小金丸幸恵
- DF：田代久美子 西口柄早 笠井香織 森本麻衣子
- MF：木原梢 岩倉三恵 高橋彩子 安藤梢
- FW：若林エリ 北本綾子
- ベンチ入り：山本有里(DF) 中池桃子(FW) 保坂のどか(MF) 法師人美佳(FW) 槇寛美(FW)

日テレ・ベレーザ
- 監督：松田岳夫
- GK：小野寺志保
- DF：中地舞（40分 FW 大野忍） 四方菜穂 須藤安紀子 豊田奈夕葉 川上直子
- MF：酒井與恵 近賀ゆかり 伊藤香菜子
- FW：澤穂希 永里優季
- ベンチ入り：松林美久(GK) 岩清水梓(DF) 南山千明(MF) 井関夏子(MF)

### なでしこスーパーカップ2006
- 主催：財団法人日本サッカー協会 日本女子サッカーリーグ
- 主管：日本女子サッカーリーグ 千葉県サッカー協会
- 協賛：キリンビール サンメッセ ミカサ
- 後援：読売新聞社
- 競技方法
  - 試合は90分（前後半各45分）で行う
  - 90分で勝敗が決しない場合は延長戦を行わずにPK戦を行う

#### 結果
| 2006年5月14日 12:30 |

| 日テレ・ベレーザ | 0 - 1 | TASAKIペルーレFC |
|                  |       | 鈴木智子 60分    |

| フクダ電子アリーナ 観客数: 1,080人 |

日テレ・ベレーザ
- 監督：松田岳夫
- GK：小野寺志保
- DF：中地舞 四方菜穂 豊田奈夕葉（34分 FW 荒川恵理子） 岩清水梓 宇津木瑠美 川上直子（83分 MF 近賀ゆかり）
- MF：酒井與恵 澤穂希
- FW：大野忍 永里優季
- ベンチ入り：松林美久(GK) 南山千明(MF) 井関夏子(MF)

TASAKIペルーレFC
- 監督：仲井昇
- GK：秋山智美
- DF：河上恵実子 甲斐潤子 磯﨑浩美 佐野弘子
- MF：白鳥綾（88分 MF 阪口夢穂） 山本絵美 新甫まどか 中岡麻衣子
- FW：大谷未央 鈴木智子（78分 大石沙弥香）
- ベンチ入り：佐々木香織(GK) 朝日麗華(DF) 清原万里江(MF)

### なでしこスーパーカップ2007
- 主催：財団法人日本サッカー協会 日本女子サッカーリーグ
- 主管：日本女子サッカーリーグ （財）東京都サッカー協会
- オフィシャルサプライヤー：モルテン
- 協賛：キリンビール株式会社 ジー・モード
- 後援：読売新聞社 東京都教育委員会
- 競技方法
  - 試合は90分（前後半各45分）で行う
  - 90分で勝敗が決しない場合は延長戦を行わずにPK戦を行う

#### 結果
| 2007年4月22日 13:00 |

| 日テレ・ベレーザ             | 2 - 0 | TASAKIペルーレFC |
| 伊藤香菜子 9分 · 澤穂希 17分 |       |                  |

| 駒沢陸上競技場 観客数: 2,016人 |

日テレ・ベレーザ
- 監督：松田岳夫
- GK：松林美久
- DF：中地舞 豊田奈夕葉 岩清水梓
- MF：酒井與恵 近賀ゆかり 伊藤香菜子 小林弥生 澤穂希
- FW：大野忍 荒川恵理子
- ベンチ入り：小野寺志保(GK) 須藤安紀子(DF) 宇津木瑠美(DF) 原菜摘子(MF) 永里亜紗乃(FW)

TASAKIペルーレFC
- 監督：仲井昇
- GK：佐々木香織
- DF：河上恵実子 甲斐潤子 下小鶴綾 白鳥綾（56分 MF 清原万里江）
- MF：佐野弘子 山本絵美 阪口夢穂 中岡麻衣子（68分 FW 田頭陽子）
- FW：大石沙弥香（56分 MF 鈴木智子） 大谷未央
- ベンチ入り：齋田由貴(GK) 朝日麗華(DF)

### なでしこスーパーカップ2008
- 開催予定日：2008年4月6日 (日)

※協賛企業撤退等により中止

### 男子の公式戦
- J1リーグ・J2リーグ・J3リーグ
- Jリーグカップ
- 天皇杯

### 女子の公式戦
- なでしこリーグ
- なでしこリーグカップ
- 皇后杯

### 参考
- L・リーグカップ
- なでしこリーグオールスター